# Yukinobu Shimabukuro
Yukinobu Shimabukuro est un expert de Karaté, né le 4 janvier 1942 à Okinawa, Japon. Il a introduit en France le style Uechi-ryū en 1986. Il possède le 9e dan de karaté. Il est l'auteur du livre « Uechi-Ryu Karate-Do - Histoire et Kata » et du DVD « Uechi-Ryu Karate-Do ».

## Biographie
- 1962 : Il commence le Uechi-ryū Karaté-do avec Maître Seiko Toyama
- 1965 : Président du Karate-do Club de l'Université de Ryukyus
- 1971-1973 : Professeur de Karaté à Fort de France en Martinique
- 1973-1976 : Professeur de Karaté à Lille, Nord
- 1976-1984 : Employé dans la succursale du Crédit Lyonnais à Tokyo
- 1984-1985 : Professeur de Karaté à Vernons, Eure
- Depuis 1986 : Professeur de Karaté à Carrières Sur Seine, Yvelines

En 2007, Maître Kanmei Uechi, Troisième Génération de Uechi-ryū Soke, a décerné le 9e dan à Maître Shimabukuro, et lui a confié le rôle de représentant du Soke en Europe.
Maître Shimabukuro a commencé le Uechi-ryū avec Maître Seikō Tōyama (décédé en 2009) qui était le dernier élève vivant de Kambun Uechi, fondateur du Uechi-ryū. Il s'est aussi entrainé avec Maître Uehara Isamu à Tokyo, avec Maître Kanei Uechi, Deuxième Génération, et Maître Kanmei Uechi, Troisième Génération de Uechi-ryū Soke à Futenma, Okinawa.
Depuis 1984, Maître Shimabukuro habite en France, et il participe activement au développement du Uechi-ryū en Europe. Ses collaborateurs se trouvent en France, en Belgique, en Espagne et en Pologne. Il organise la Coupe de France Uechi-ryū Karaté-do avec ses élèves depuis 2006 avec la collaboration de la Fédération Française de Karaté.
Maître Shimabukuro est l'auteur du livre « Uechi-Ryu Karate-Do - Histoire et Kata » paru en 2010 et du DVD « Uechi-Ryu Karate-Do » paru en décembre 2018 et édité par Imagin'Arts TV.